# Abwehr
Abwehr (Amt Ausland-Abwehr), je obavještajna služba Vrhovnog zapovjedništva oružanih snaga nacističke Njemačke i zajedno s Reichssicherheitshauptamt (RSHA) najznačajniji faktor obavještajno-sigurnosnog sistema Trećeg Reicha. U odnosu na Odjeljenje za strane vojske (Fremde Heere), Vrhovnog zapovjedništva kopnene vojske (OKH) i njegove obavještajno-izviđačke organe postrojbi, Abwehr se javljao kao centralna, strategijska i vojno-obavještajna institucija s osnovnim zadatkom da u inozemstvu organizira i provodi subverzivna djelovanja najšireg obujma. Nastala je spajanjem Odjeljenja na inozemstvo (Ausland) i Obranu (Abwehr) pri Ministarstvu obrane. Prvo odjeljenje se bavilo održavanjem veze između vojske i vanjskih poslova, drugo obavještajnom djelatnošću. Dva su zapovjednika vodila Abwher za vrijeme Hitlerove vlasti, prvi je bio kontraadmiral Konrad Patzig, kojega je 1. siječnja 1935. godine naslijedio viceadmiral Wilhelm Canaris.

## Organizacija i djelovanje
U strategijsku vojno-obavještajnu službu Abwehr se razvio u razdoblju 1933. – 1939. usporedno s jačanjem agresivne politike Hitlerove njemačke. Osim brojno veoma jakog centra u Berlinu, postojala je razgranta mreža centara i podcentara kako na području Njemačke tako i u inozemstvu.
Služba je bila podijeljena na tri glavna sektora:
| Abwehr I   | špijunaža            | Zadatak prikupljanja obavještajnih podatka o ratnom potencijalu zemalja Zapada, Istoka i Juga Europe, a jedan odsjek obrađivao je države jugoistočne Europe. Za prikupljanje podataka korištena je, prvenstveno, razgranata mreža agenata u inozemstvu. Agenti su klasificirani u deset grupa (glavni agent ili rezident, opći agent, podagent, informator, agent pozadinske mreže, agent izviđač i dr.). |
| Abwehr II  | sabotaže i diverzije | Proučava i prikuplja podatke o svim objektima u zemljama na koje je trebalo izvršiti agresiju, čijim bi se uništenjem (sabotažama ili diverzijama) olakšao prodor njemačke vojske. Za izvršenje tih zadataka formirane su, između ostalog, i specijaln Brandenburg jedinice koje su izvele niz uspješnih prepada i diverzantskih akcija.                                                                  |
| Abwehr III | kontrašpijunaža      | Kontraobavještajna zaštita njemačkih OS (i OS njemačkih saveznika), industrije, naoružanja i organa vlasti od prodora stranih obavještajnih službi. |

Teritorijalna organizacija Abwehra u granicama Raicha utemeljena je u vojno-teritorijalnoj podjeli; pri svakom zapovjedništvu vojnog okruga formiran je ured Abwehra, (Abwehrstelle—Ast) a oni su, po potrebi, mogli osnivati niže organizacijske grupe (Nebenstelle—Nest) ili da odrede tzv. isturene Abwehr časnike. Svaki od ovih punktova bio je obavezan organizirati posebnu mrežu agenata i rukovodi njenom djelatnošću. Centrala Abwehra je direktno organizirala svoje centre gotovo u svim europskim državama.
Pred početak Drugog svjetskog rata Abwehr proširuje mrežu svojeg djelovanja i u vojsci; pri zapovjedništvu grupa armija i u unutar armija formira se Abwehr zapovjedništvo — AK za sva tri sektora rada, čija se nadležnost kretala u granicama operacija tih jedinica. Ove jedinice su dalje formirale niže strukture tzv. Abwehr truppove te obavještajne punktove, tzv. Meldeköpfe. Ast, Nest i AK bili su dvostruko vezani: za centralu u Berlinu i za načelnika obavještajne službe jedinice u čijoj su se zoni nalazili.
Na okupiranim područjima Abwehr također osniva mrežu svojih organa analogno onoj u granicama Nemačke. U Poljskoj prilikom priprema za agresiju na SSSR, izučava poseban stožer (pod tajnim imenom Stab Walli) za izvođenje obavještajno-diverzantskih akcija protiv SSSR. Takva organizaciona struktura postojala je sve do svibnja 1944., kada je zbog učešća zapovjednika Abwehra u pripremama atentata na Hitlera, Abwehr kao posebna institucija ukinut i uključen u RSHA pod nazivom Amt-Mill, s tim što su prvi i drugi sektor ušli u RSHA, a treći u sastav Gestapoa.

## Djelovanje Abwehra na području Jugoslavije
Obavještajno-subverzivnu aktivnost prema Jugoslaviji Abwehr intenzivira naročito poslije Anschlussa. Iz svojih centara u Beču, Grazu i Klagenfurtu, organi Abwehra uspostavljaju veze s mnogim pripadnicima njemačke narodnosti (folksdojčeri) u zemlji. Među njima stvaraju brojnu i dobro organiziranu mrežu, opskrbljuju ih radio-stanicama i oružjem, te pripremaju za sabotažno-diverzantske akcije. Punktovi Abwehra u Austriji posjedovali su, između ostaloga i karakteristike cjelokupne radio mreže u Jugoslaviji, što im je omogućavalo neometano praćenje radio poruka. Ast u Beču bio je u stalnoj vezi s tajnom skupinom, tzv. Organizacijom Jupiter, koju je Abwehr II organizirao u Jugoslaviji. Bila je sastavljena uglavnom od domaćih nijemaca. Članovi organizacije imali su zadatak da organiziraju obavještajnu mrežu za potrebe Abwehra, vrše diverzije i sabotaže. U vrijeme agresije njemačke vojske na Jugoslaviju zauzmu posebno važne objekte na pravcima prodora njemačkih jedinica, izvode oružane prepade na jugoslavensku vojsku, preuzimaju vlast, šire defetizam i paniku i sl.
Centar Abwhehra u Jugoslaviji nalazio se u njemačkom veleposlanstvu u Beogradu. Uspostavio je veze i s mnogim političarima te vojnim i privrednim dužnosnicima vladajućeg režima, što je olakšalo izvođenje općih planova nacističke Njemačke u pripremanju agresije i u toku Travanjskog rata. Pored toga, Abwehr II formirao je i nekoliko Brandenburg jedinica, od kojih je jedna zauzela Đerdap, četiri sata prije početka napada (6. travnja u 2 sata).
Tijekom okupacije, Abwehr razvija široku mrežu svojih organa u svim krajevima jugoslavije. Ast je uspostavljen već u svibnju 1941. (u Zagrebu i u Beogradu), a sredinom 1943., nakon formiranja Zapovjedništva za Jugoistok, postojeći Ast organi prerastaju u Abwehr zapovjedništvo s oko 10 — 12 Abwehr trupova (kasnije nazvanih Frontaufklärungstrupp  — FAT). U jesen 1943, usporedo s povlačenjem njemačkih postrojbi s okupiranih područja, Abwehr počinje stvarati tzv. pozadinsku mrežu (Rück Netz), sa zadatkom da prikuplja obavještajne podatke vojne prirode; u njenom, organiziranju sudjeluju FAT-1281/R u Beogradu i FAT129/R u Zagrebu. Pred kraj rata formiran je i FAT-127/R u Celju koji je trebao preuzeti već stvorenu mrežu na području Slovenije, Trsta, Istre i Jadranskog primorja. Pored pozadinske agenture, Abwehr zajedno s RSHA pokušava da izučiti i diverzantske grupe za naknadno ubacivanje u neprijateljsku pozadinu.
Kasnije je cijelu ovu organizaciju preuzela VI uprava RSHA, s pukovnikom Ottom Skorzenjem na čelu.